# Hafnium-184
Hafnium-184 of 184Hf is een onstabiele radioactieve isotoop van hafnium, een overgangsmetaal. De isotoop komt van nature niet op Aarde voor.
Hafnium-184 kan ontstaan door radioactief verval van lutetium-184.
{\displaystyle {\ce {{^{184}_{71}Lu}->{^{184}_{72}Hf}+{e^{-}}+{\bar {\nu }}_{e}}}}

## Radioactief verval
Hafnium-184 vervalt door β−-verval tot de radioactieve isotoop tantaal-184:
{\displaystyle {\ce {{^{184}_{72}Hf}->{^{184}_{73}Ta}+{e^{-}}+{\bar {\nu }}_{e}}}}
De halveringstijd bedraagt ongeveer 4 uur.
153Hf · 153mHf · 154Hf · 155Hf · 156Hf · 156mHf · 157Hf · 158Hf · 159Hf · 160Hf · 161Hf · 162Hf · 163Hf · 164Hf · 165Hf · 166Hf · 167Hf · 168Hf · 169Hf · 170Hf · 171Hf · 171mHf · 172Hf · 172mHf · 173Hf · 174Hf · 174m1Hf · 174m2Hf · 174m3Hf · 174m4Hf · 175Hf · 176Hf · 177Hf · 177m1Hf · 177m2Hf · 177m3Hf · 178Hf · 178m1Hf · 178m2Hf · 178m3Hf · 179Hf · 179m1Hf · 179m2Hf · 180Hf · 180m1Hf · 180m2Hf · 180m3Hf · 180m4Hf · 180m5Hf · 180m6Hf · 181Hf · 181m1Hf · 181m2Hf · 181m3Hf · 182Hf · 182mHf · 183Hf · 184Hf · 184mHf · 185Hf · 186Hf · 187Hf · 188Hf · 189Hf · 190Hf